# 578 a.C.
Séculos: (Século VII a.C. - Século VI a.C. - Século V a.C.)

## Eventos
- Provável ano em que Sérvio Túlio, o 6°. rei de Roma, iniciou o seu governo.